# 'Round Midnight
«'Round Midnight» es un estándar de jazz firmado en 1944 por el pianista Thelonious Monk, de quien fue la idea original, y el trompetista Cootie Williams, con letra añadida posteriormente por Bernie Hanighen, en 1949. Ha sido versionado por multitud de artistas, como Dizzy Gillespie (compositor no acreditado de la intro y la coda que se asociaron a la composición a partir de mediados de los años 1950), Art Pepper o Miles Davis.
Monk grabó su composición en varios álbumes, incluyendo Genius of Modern Music: Volume 1, Thelonious Himself, Mulligan Meets Monk y Misterioso.
Miles Davis adaptó el título para su álbum 'Round About Midnight, grabado para Columbia Records en (1957), tras el éxito de su versión en directo en el Newport Jazz Festival de 1955.